# Aspalathus argentea
Aspalathus argentea är en ärtväxtart som beskrevs av Carl von Linné. Aspalathus argentea ingår i släktet Aspalathus och familjen ärtväxter. Inga underarter finns listade i Catalogue of Life.